# Hadj Abderrahmane
Hadj Abderrahmane (en arabe حاج عبد الرّحمان) est un acteur algérien, né à Télémly (Alger-centre) le 12 octobre 1940 et mort le 4 octobre 1981 à Paris. Il est plus connu sous son surnom l'Inspecteur Tahar (en arabe المفتّش الطّاهر), du nom du personnage qu'il a incarné régulièrement au cinéma dans les années 1960-70 et qui l'a rendu célèbre.

## Biographie
La famille de Hadj Abderrahmane est originaire de Taher, dans la wilaya de Jijel. Il passe une enfance et une adolescence très difficile à El-Harrach, en banlieue d'Alger.
Hadj Abderrahmane entre à la RTA dès l'indépendance de l'Algérie. Il est d'abord opérateur technique et caméraman, avant de se lancer dans les aventures de l'inspecteur Tahar, personnage moyen à la naïveté vicieuse, qu'il incarne dans plusieurs films.
Héritier de Rachid Ksentini, de Mohamed Touri ou de Don Quichotte, plein de ressources et d'audace[non neutre], Hadj Abderrahmane fait du théâtre avec Allel El Mouhib qui est son professeur. C'est ainsi qu'il joue le moine dans la pièce Monserrat d'Emmanuel Roblès. Il incarne aussi le curé dans les Fusils de la mère Carare. Sa vie sociale, son enfance, sa nature, ses sentiments les plus profonds le portent sur le drame mais le public en décide autrement et l'oriente, bon gré mal gré[non neutre], vers le « comique corrosif ».
C'est ainsi que ses aventures avec son complice Yahia Benmabrouk (alias l'Apprenti), du Théâtre national algérien (TNA), commencent en 1967 avec L'Inspecteur mène l'enquête réalisé par Moussa Haddad, avec lequel il fait longtemps tandem.
Avec ses sketches, il sillonne l'Algérie sans compter les directs à la télévision. Avec ses encoignures conservatrices, le personnage de l'inspecteur Tahar est très moderne et collé aux réalités sociales.

Il s'apprête à tourner dans Le Cadavre du domaine quand il meurt soudainement le 5 octobre 1981 à Paris.

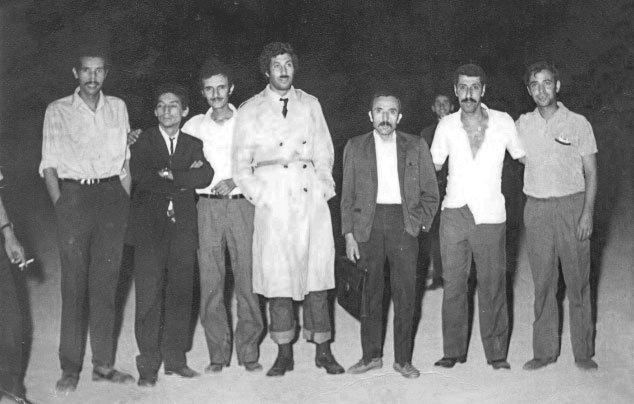
Hadj Abderrahmane et Yahia Benmabrouk en 1974
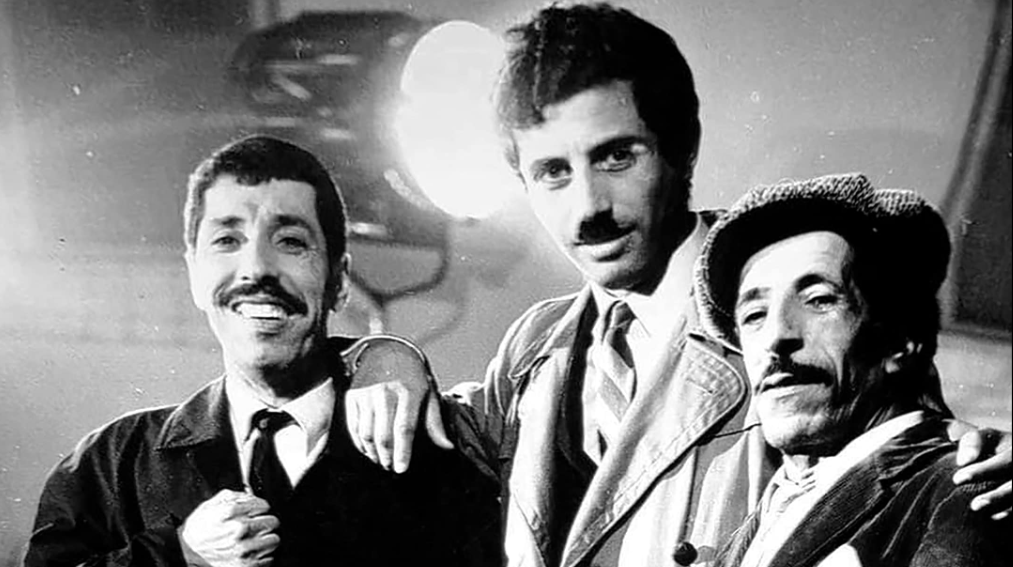
Yahia Benmabrouk et Hadj Abderrahmane pendant le tournage du film La Souris (1968).

## Filmographie

### Cinéma
- 1967 : L'inspecteur mène l'enquête de Moussa Haddad : l'inspecteur Tahar
- 1968 : La Souris : l'inspecteur Tahar
- 1968 : La Poursuite infernale : l'inspecteur Tahar
- 1971 : L'Auberge du pendu
- 1973 : Les Vacances de l'inspecteur Tahar de Moussa Haddad : l'inspecteur Tahar
- 1977 : L'inspecteur marque le but de Kaddour Brahim Zakaria : l'inspecteur Tahar
- 1978 : Le Chat : l'inspecteur Tahar

### Télévision
- 1981 : Le bourreau pleure (téléfilm) d'Abder Isker : Karim

### Réalisateur
- 1974 : Chaàbia

## Décorations
- Djadir de l'ordre du Mérite national d'Algérie.